# 인천광역시아동복지관
인천광역시아동복지관(仁川廣域市兒童福祉館)은 아동 및 가족문제에 대한 상담과 보호대상 아동의 아동복지시설 입소·퇴소, 그 밖의 아동복지 증진을 위하여 설치된 인천광역시 소속기관이다.

## 조직
- 아동지원팀
- 아동보호팀

## 같이 보기
- 인천광역시청